# Heinrich von Nassau-Dillenburg

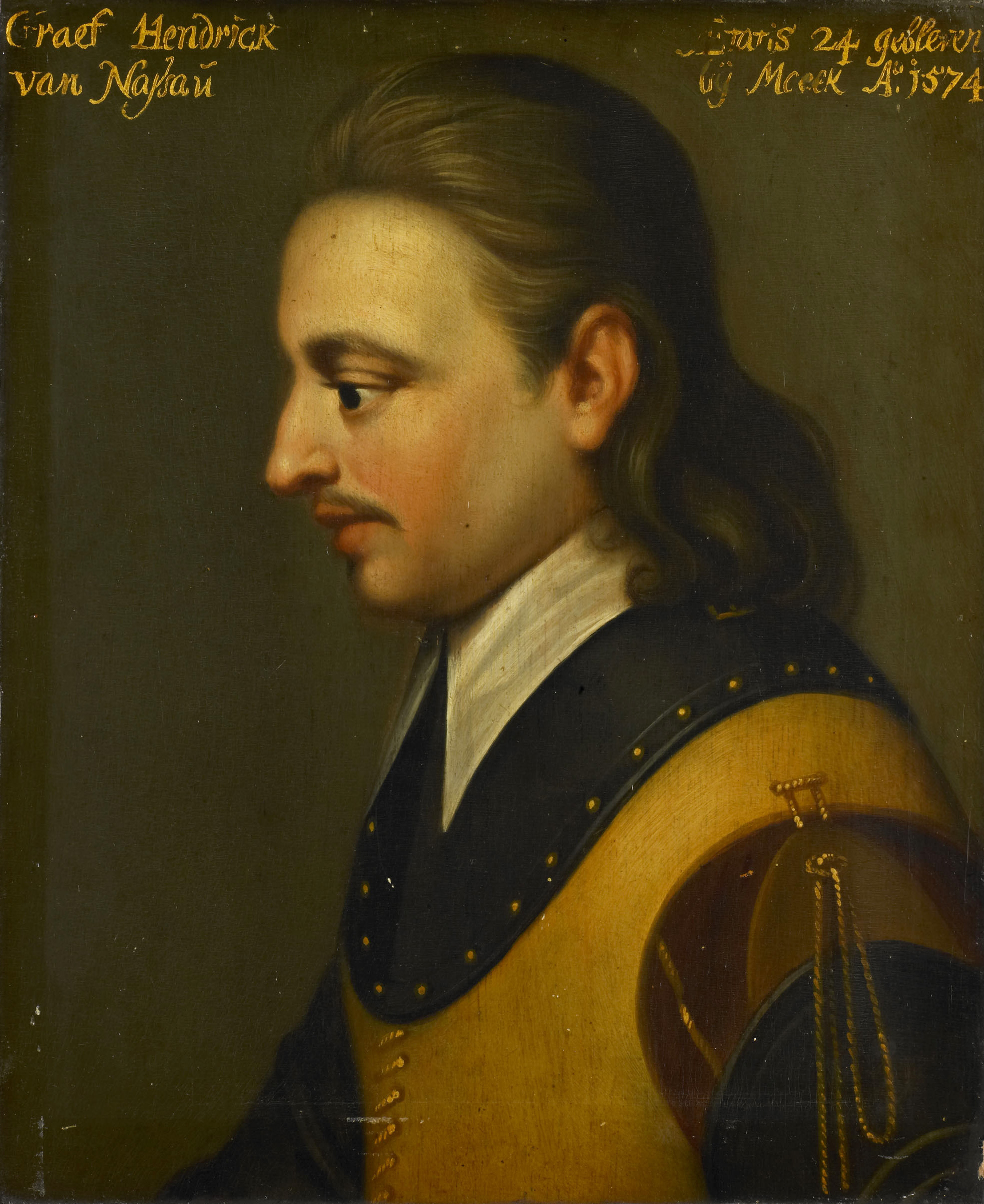
Heinrich von Nassau, Porträt von Wybrand de Geest

Heinrich von Nassau (* 15. Oktober 1550 in Dillenburg; † 14. April 1574 bei Mook en Middelaar) war jüngster Bruder von Wilhelm von Nassau, dem Führer des niederländischen Aufstands gegen die spanische Herrschaft.
Er kam als zwölftes und letztes Kind von Wilhelm von Nassau und Juliana zu Stolberg auf die Welt, wurde lutherisch erzogen und studierte in Löwen und Straßburg. Heinrich und seine Brüder Wilhelm und Ludwig schlossen sich der Hugenottenarmee von Louis de Bourbon an und nahmen an der Schlacht bei Moncontour am 3. Oktober 1569 teil.
Heinrich und sein Bruder Ludwig fielen 1574 in der Schlacht auf der Mooker Heide. Ihre Leichen wurden nie gefunden.